# リングにかけろ2
『リングにかけろ2』は、車田正美による日本の漫画作品。ボクシングをテーマとした内容で、車田の作品『リングにかけろ』の続編である。
集英社の青年向け漫画雑誌『スーパージャンプ』で、2000年4号（2月9日号）より連載を開始。2007年12月末、車田の公式HP上にて、2008年での最終回を目指して執筆するとコメントがあったが、2008年には誌面で「インターミッション」という表現で休載が予告され、その予告通り2008年4月23日号をもって前作でも世界最大の敵とされたギリシア十二神との対決を半ばに休載し、その後同年8月より最終章（全8回）が連載され同年11月26日号で完結した。2009年2月4日に最終26巻が発売され単行本も完結となった。シリアス路線の前作と違い「真剣にバカをやる」作品でギャグも多いが要所は締めている。

## あらすじ
各編の名は正式なものではなく、本項記述にあたり便宜上定めたものである。
1. 日本編
高嶺竜児と剣崎順の死闘から17年後。剣崎の息子・麟童は、父の生き様に反発し、剣崎家を飛び出して無敗のストリートファイターとして生きていた。だが欧州チャンピオン・スコルピオンに戦いを挑んで敗北。自らの未熟さを認め、真の強さを求めてボクサーへの道を歩むことを決心する。志那虎一城から麟童抹殺を命じられた息子の伊織、影道総帥の息子・嵐、河井武士の甥・響と出会いつつ、麟童の道は続く。
2. ドイツ編
ドイツの河井武士を訪ねた麟童だが、河井は極度の人格障害に侵されていた。スコルピオンにドイツ大会に招かれた麟童は、河井の魂に炎を点すべく大会に出場。麟童を追ってドイツへやって来た響、家宝をドイツに奪われた伊織、ドイツにより日本Jr.抹殺を企てられて逆鱗に触れられた嵐を加え、麟童たちはドイツの強豪たちと激突する。団体戦は本編のみ。
3. イタリア編
麟童はドイツ大会で優勝したが、その代償は響の死というあまりに大きなものだった。大会優勝により麟童たちはスコルピオンへの挑戦権を手にするが、それを放棄して帰国する。だが各国のJr.は麟童を倒してスコルピオンへの挑戦権を奪うことを目論んでいた。まずイタリアJr.が麟童を狙う。しかし一方イタリアJr.内では、現在のドンのシーザーが重傷を負い、次期ドンの座の奪い合いが繰り広げられようとしていた。
4. フランス編
イタリア戦を終えて帰国したと思った麟童は、フランスJr.の手によりフランスへ連れ去られていた。目的はスコルピオンへの挑戦権を奪うため。しかし東西に分家したバロア家の抗争に、麟童は次第に巻き込まれてゆく。
5. 世界Jr.大会編
麟童がようやく日本へ帰ったとき、一菜が成金との縁談を破棄したために三条家はすでに没落、一菜は下請企業の負債の救済のため、水商売に身をやつして契約金3000万円を受け取っていた。ほどなく麟童はギリシア主催の世界大会へ招かれる。優勝賞金は3000万円。麟童は一菜の窮地を救うため、大会に臨む。ギリシアを舞台に、かつて麟童と拳を交えたボクサーたち、そして世界中の強豪たちがギリシャに集うが、その裏ではギリシアJr.の、エーゲ海に沈んだ筈の「カイザーナックル」を巡る陰謀が蠢いていた。なお、各国のJr.世代のリーダー（ドイツのスコルピオンJr.、フランスのラファエル、イタリアのネロ）は不参加である。
6. ギリシア十二神編
世界大会後、石松の死を知らされた麟童はショックを受ける。その後後任である志那虎のコーチを受ける事になるが、ハードな練習方法に怖気づいてしまう。そんな折、ギリシアの十二神が麟童の抹殺とカイザーナックル奪取に向けて動き出した。それを知ったスコルピオンは自分への挑戦権がまだ生きていることを理由に、麟童を護れと命令を出す。
7. 世界バンタム級統一タイトルマッチ編
お互いプロとなった WBC王者、麟童とWBA王者、竜童の対戦。知己の者全てが集まり注目の一戦が始まる。さながら前作、最終戦同様だが麟童も竜童も死ぬ気は無くこの一戦で引退を決心し、その後を自分を愛する者のために生きることを誓う。一時遂に結集することが無かった新世代日本Jr.が瞬間だけ揃うことになる。1話のみの掲載で、同時に本作の最終話。

## 登場人物
世界Jr.大会出場者には☆マーク記載。

### 日本

#### 新世代ボクサー
剣崎 麟童（けんざき りんどう）☆
本作の主人公。年齢は16歳で前作の主人公（竜児）よりは若干高い。前作の黄金の日本Jr.の1人・剣崎順を父、同じく日本Jr.の1人・高嶺竜児の姉の菊を母に持つ。つまり剣崎の息子にして竜児の甥。誕生当初、菊が剣崎家の妻として認められなかったため、石松を養父として育ったが、後に後継者のない剣崎家へ引き取られた。命名者は石松で、竜児と剣崎＝竜虎を超える「麒麟」の意で名付けられた。竜児の優しさと剣崎の激しさを矛盾なく兼ね備えている。性格的には石松の三枚目を多分に受け継いでいるため、斜に構えた父とは違い最終的に誰からも慕われる。母を残して早世した父と叔父を呪い、自身の寂しさを理解してくれる大人もいない剣崎家になじめず家出をしてストリートファイトに明け暮れていた。自分の名前の漢字の「麟」をまともに書けないなど、勉強があまりできるほうではないようである。達筆な伊織の手紙も読めず、野火に代読して貰うほどであった。やがてボクシングへの情熱に目覚め、後見人である志那虎、河井、影道の許しを得て石松に師事する。必殺ブローは独学によるギャラクティカマグナム。石松の特訓により父のもう1つのブロー、ギャラクティカファントムにも開眼。再特訓の成果で、石松の必殺ブロー・ハリケーンボルト、さらにはハリケーンボルトからマグナムやファントムを放つハリケーンマグナム、ハリケーンファントムをも編み出す。その後、志那虎と河井の指導も受け、最終話ではジェットアッパーも披露した。能力的には劣等生とまでは行かないが下記の志那虎伊織や影道乱の様にある程度完成されたボクサーではなく、少し修練を積んだ後のギリシア世界大会の予選にも手を焼いていた（下記のドイツの三巨頭やフランスの三銃士は楽々突破していた）。しかし、師匠で養父である香取石松譲りの柔軟な性格で何でも吸収し、その成長力は凄まじいものがある。
初対面のJr.選手には「お前などがあの偉大な剣崎順の息子だとは信じられん」（ザナドゥ、ジョルジュ、プリンス、イカルス、テーセウスJr.など）と口を揃えて唱えられるほど品性に欠ける面があるが父同様に命ギリギリのファイトを見せ魅了していった。
前述の通り粗暴な性格であるがフェミニストであり、女性には婚約者の一菜を除いて「さん」付けで呼ぶことが多い。オリビエに対しても女性と知るといなや「オリビエさん」と呼んでいる。
ボクサーとしては致命的な大食漢であり、特に石松の故郷である千葉県湾岸（房総半島の九十九里浜）暮らしが長い為に魚料理を主に和食が大好きで、主食である米も何杯も御代わりする。しかも影道一族にご馳走になった際に「不味い不味い」と言いながら玄米も何杯も平らげた。加えてフランスでカトリーヌがご馳走した洋食（シチューやフランスパンなど）も大量に食し、ギリシアで行われた世界世界大会の選手宿舎の食事にも抵抗なく（伊織がオルテガを倒した後に牛関係から「今日の晩飯はステーキだっけ？」と伊織に聞き「知らぬ」と返されている）師匠の香取石松が和食一辺倒だったのに対し好き嫌いはない。他にも世界大会でテーセウスJr．に勝ったが瀕死状態と思われグロッキー状態だったが、伊織が二葉叔母から授かった「干飯（ほしい）」を与えられ寝そべったまま、それを食し心配していた竜童をも呆れさせた（伊織曰く「腹が減ってただけだ（ダメージは深刻ではない）」とのこと）。しかし、一番のお気に入りは一菜の手料理であり特に魚の煮付けが大好きである（伊織や嵐も一菜の料理は気に入っている）。しかし代謝が良いのか？減量で苦しむ描写は一切なかった。
最終話、竜童との頂上決戦直前にボクシングの引退と石松の跡を継いで漁師になることを一菜に告げ、彼女に見送られながら竜童との激闘に赴いた。
志那虎 伊織（しなとら いおり）☆
前作の黄金の日本Jr.の1人・志那虎一城の息子。常時、学生服を着ている。父のスパルタ教育のため、かなりの堅物で、言葉遣いも時代劇口調。外国人にはしばしば「サムライ」とあだ名される。母を早くに亡くし、叔母の二葉に育てられた。極度の女アレルギーで、色気を目にするとすぐ気絶してしまう。父に命じられて志那虎家の名刀・備前長船を持って麟童抹殺を遂行しようとするが度重なる失敗から、破門により剣の道を閉ざされ、結果的にボクシングの道へ身を投じる（ボクシング経験はないものの神技ディフェンスは当初から使えておりドイツ大会編ではグローブを着けながら剣道の「抜き道」の要領で戦った）。対極の性格である麟童とは頻繁に反発しあうが、常に麟童と行動を共にしており、親友と言うよりは腐れ縁である。麟童からは「イヨリ」と呼ばれている（何度正しても無駄だったので、次第に本人も諦めていった）。麟童の前ではそのクールさが崩れギャグ的な表情を見せてしまうことも多い。父譲りの神技ディフェンス、志那虎陰流雷光流転拳（スペシャルローリングサンダー）の使い手。父と異なり両手が使えるため、ドイツ戦では両手で10発のパンチを繰り出す雷光明王流転拳をも編み出したが、アポロン戦で諸刃の剣である奥義・円月拳を使ったダメージで右腕の力を失ってしまう。世界Jr.大会編の成績は「ベスト4」。その後、大会で負った負傷が癒えぬままの体でギリシア十二神のペガサスと戦い、相打ちに持ち込む。父と石松の納骨後、ボクシングから足を洗い実家の道場を継ぐことを決心し、そのことを麟童に告げて去っていった（この時、お互い初めて本心を打ち明け麟童に対し「お前の手助けは、もうしてやれぬ」と言ったが「お前には感謝してるんだぜ」と麟童から返され真の戦友となった）。フランスJr.のオリビエとの対戦で実は女であったことを自身のアレルギーで知り、以来、彼女から熱烈な恋心を抱かれていた。
河井 響（かわい きょう）
前作の黄金の日本Jr.の1人・河井武士の甥（母親が武士の姉。詳細は後述）。プロ級のピアノの名手で、絶対音感の持ち主。心臓に持病を抱えており、過酷な運動を医師に禁じられた上、余命は16歳までと宣告されていた。しかし叔父・武士のかつての戦いに魅せられ、独学でボクシングを学ぶ。その腕前は独学とは信じがたく、叔父のジェットアッパーもマスター、それを20世紀最高のブローと確信している。最初は粗暴な麟童を軽蔑していたが、叔父・武士の動向が心配で共にドイツに同行し、そこで見た伊織や影道嵐が参戦する事により仲裁役に周り（喧嘩っ早い麟童と嵐には特に）自分のボクシングへの道が長くない事を悟りつつ命を燃やす事になる。性格は思慮深いが、当初『ジェットアッパー』の偉大さを称えつつ、その話し聞いてる途中で麟童が寝てしまったので「この男に話した僕がバカだった」と呆れていたのだが、皮肉にも後に麟童がそれを習得する事になる。矢面に立って闘うドイツ大会の麟童の姿勢を視て共に命懸けの全力ファイトで挑んだ。16歳の誕生日であるドイツ大会最終戦、誕生日プレゼントとして河井から贈られた黄金の日本Jr.のユニフォームに身を包み、ジェットアッパーで日本の優勝を勝ち取る。誓いの旗が会場に掲げられたことを見届け、あまりに短い生涯を終えた。その壮絶な最期はドイツJr.からも敬愛された。死後も麟童にボクサー継続を促す（エアメールでしたためられており、遺言にもなってしまった）など、強烈な影響力がある。
影道 嵐（しゃどう らん）
前作で登場した影道総帥こと影道殉の息子。麟童の従弟にあたる。性格としては理知的な父とは似ず、どちらかと言うと伯父・剣崎順に似て斜に構えているのだが、生来の性格は優しく幼少時は子犬の命を思い遣った一幕もあった。10年前に父が孤独の荒行に入り、以来全く音沙汰が無いことから、父が死んだと見なして自ら総帥の名乗りを上げ、影道の悲願である外界への進出を目論むも、前世代の影道たちの反発に遭って破門を勧告され、自ら影道を後にする。しかしそれでも次代総帥として、新世代の親衛隊（野火の息子・漁火、黒夜叉の息子・赤夜叉など）達には慕われている。ドイツ戦の後、響の死もあって自らの未熟さを痛感し（ドイツ大会においては真の勝者は響だけだと、自身も含め麟童や伊織にも訴えかけている）彼もまた真の強さを追い求め始める。一菜に介抱されて以来彼女に恋心を抱いているらしく、負債返済のためにギリシア大会に出場した麟童を密かにサポートしている。その際、天然な面も見せており麟童から「米は九十九里浜だぜ」と言われ「おお～そうだったのか！」と感動していたが、漁港の町で良い米が獲れる事を本気で信じており、それを自身の親衛隊にも伝え「はあ～？」と呆れられていた。フェアな戦いを身上しており、彼の興味対象は「俺を含めて現世で誰が一番強いか?」である。必殺ブローは父譲りの影道雷神拳、影道鳳閣拳。ギリシア十二神戦ではクレウサと戦い負傷するも勝利し、最終話では破門が解かれ、頭を丸めて雑兵からやり直している。
新世代シャドウボクサー（影道 嵐 親衛隊）
漁火（いさりび）
前作の影道一族、野火（のび）の息子で親衛隊の隊長格。嵐の命により竜童の監視、護衛を仰せ付かっていた。実力は他の親衛隊よりも頭一つ出ており、ギリシアの密偵アウルとは互角であったが逃がしてしまう。顔に十文字の傷がある。
赤夜叉（あかやしゃ）
前作の影道一族、黒夜叉（くろやしゃ）の息子。父同様、中々の美形であり影道の修業により身体には傷が視られるが顔面は無傷。常に目蓋を閉じているように描かれている。土鬼と共に日本からギリシアにいる嵐の許へ近況報告に向かった。無名の影武者とジャオウの兵隊以外とは本編未戦闘であるため真の実力は未知数。しかし、ジャオウの配下程度なら一掃できる戦闘能力はある。
土鬼（どき）
前作の影道一族、幽鬼（ゆうき）の息子。赤夜叉と共に嵐の居るギリシアに向かう。ジャオウの配下と交戦したが、兵隊程度なら圧倒している。
追風（おいかぜ）
前作の影道一族、魔風（まかぜ）の息子。日本にいる高嶺竜児の血脈と思われる竜童を陰で護衛していたが、アウルに厄病神と共に倒される。
厄病神（やくびょうがみ）
前作の影道一族、死神（しにがみ）の息子。追風と2人がかりでアウルに挑んだが返り討ちに遭う。
その他、世代交代した影道五重塔の番人が登場する。
大村 竜童（おおむら りゅうどう）
竜児が育った大村ボクシングクラブ（大村ジム）の跡地に住む少年。16年前に赤ん坊のままジムの前に捨てられ、大村に育てられた。その顔は竜児に瓜二つで、まるで竜児の息子のようだが、出生は剣崎順を父に高嶺菊を母に持つ二卵性双生児の弟と判明。自身は争いを嫌う上にボクサーであることを否定するが、かつて竜児が使用していたドラゴンリストや廃船内のトレーニング場で密かに特訓を積み、竜児の必殺ブローであるブーメランフックとブーメランスクエアーも身につけている。アウルと出会い、真の自分を知るために世界大会の主催地ギリシアへ赴き、いずれ麟童と戦う運命になると予感する。純粋にボクシングが好きで、争いは好まない。一人称は「僕」（竜児は「俺」だった）でまた敬語で話す。ギリシア十二神戦ではアウルの依頼を受けて麟童を助け、終結後は互いに世界王者となり頂上決戦を行う約束を交わした。最終話ではブーメランテリオスとウイニング・ザ・レインボーも披露した。なお最終的に「大村」の姓を取ったのは本人の意志である。最終話、麟童が一菜に告げたのと同じように、姉（終盤で「義姉」であることが判明）である小菊にボクシングを辞めて医師の道へ進むことを告げた。性格としては伊織に似て誠実タイプではあるが、伊織とは違い生粋の堅物ではなく柔軟であり、やはり双子だけあって麟童のボケ（冗談？）にも軽く聞き流す感じで崩れる事はない。基本的には兄の麟童含めて「くん」付けで呼ぶが、行き成り襲われた影道嵐には明確な呼称はないが伊織とはお互い「くん」付けで世界大会編では呼び合っていた。
無名（むみょう）☆
三度傘と包帯で素顔を隠した、修行僧のような姿の謎のボクサー。実は前作で登場した阿修羅一族の1人で、現在ギリシアにある伝説の武器・カイザーナックル奪取の命を帯びて世界大会へ出場する。他にも無名の配下として、修行僧姿のボクサーが多数登場する。ギリシアと日本を自由に行き来するなど、不可解な行動を取る。そして意外な阿修羅一族の正体が明らかとなる。阿修羅との明確なこの『無名』との関係は不明であるが、少なくとも1名は影道嵐に拉致され入れ替われており、後に嵐もその正体を知り同情しており不要な存在だったことが判明した。

#### 前世代ボクサー
香取 石松（かとり いしまつ）
前作の黄金の日本Jr.の1人。33歳。前作終盤でボクシングを断念して以来、漁師として生計を立てている。菊に愛を貫き、独身の身。一時幼児期の麟童を引き取って養父として1人で育てていたが、慣れない育児もあり十分にケアが出来ず、麟童が病気になってしまったのがきっかけで他の元日本Jr.のメンバーの説得もあり、幼い彼を剣崎家に泣く泣く引き渡した。しかしその後も交流はあったようで現在でも麟童に「オヤジ」と慕われる。人間としてもボクサーとしても未熟な麟童を導く父親代わりとして、また前作と新作の世代とストーリーを繋ぐ重要な役割で、物語の序盤から主要人物として登場する。前作では語られなかったが、顔の傷がある側の左眼は、幼少時にその傷を負って以来ほとんど視力がない。ボクサーから足を洗ったとはいえ、その実力は麟童、ディノ、シーザー、イカロスといった現役選手たちを軽くあしらうほど。しかし実は、かつての激戦のダメージに体を蝕まれており、ギリシアで行われる世界大会を前に麟童に最後の特訓を施した直後、息を引き取る。その死に顔は、麟童が寝顔と見紛い、死亡に気付かないままギリシアに向かうほど安らかなものだった。志那虎一城の推測では高嶺菊への純愛を貫き「生涯童貞」だったと言う。
志那虎 一城（しなとら かずき）
前作の黄金の日本Jr.の1人。前作終盤で石松同様にボクシングを断念して剣道に専念。現在は志那虎陰流の師範である。彼もまた、かつての激戦のダメージに体を蝕まれている。ストリートファイターに身を落とした麒童を、剣崎の名を汚したとして、息子の伊織に始末を命じるが、伊織が麟童に感化されたことや、ギリシアでの大会で優勝したことを知り、麟童を認め始める。そして石松の死後、彼の代わりとして麟童をコーチすることになった。麟童に全てを叩きこみ、自分が教えられることがなくなると、すでに死期を悟っていた志那虎は河井に後を託し、自刃して果てた。
ボクシングの道に進むことに反対であった父親とは逆に、自身はむしろ伊織にボクシングの経験を積むことを促した。前世代ボクサーでは竜童と小菊の姉弟には一番先に接触しており、竜童のロードワーク中の背中に虹（ウイニング・ザ・レインボー）を観ている。その事を河井武士にも香取石松の葬式の後に話したが、高嶺竜児に瓜二つな「竜童」少年の正体は皆目に検討付かず、「あの真面目な高嶺竜児に子供が居る筈がない」と模索し結局、再び大村ジム跡地に足を運び調べる事になる。
河井 武士（かわい たけし）
前作の黄金の日本Jr.の1人。本作開始前に音楽の勉強のためにドイツへ旅立ったが、過度の勉強による心労か、かつての激戦によるダメージか、治療不可能と言われるほどの人格障害に陥ってしまった。麟童、響の尽力により回復に至る。かつて世界を震撼させたブロー、ジェットアッパーも健在。フランス三銃士最強のアルメダも寄せ付けず、Jr.世代とは格の違いを見せつける。本作ではドイツ編、フランス編、世界Jr.大会編のサブストーリー、ギリシア十二神から最終回まで登場し、前世代ボクサー では一番出番が多い。その後、石松と志那虎の死を見届けて麟童を指導し、最終話で麟童と竜童の成長を見届けると眠るように息を引き取った。人格障害が回復後に正気を取り戻したが、直後に石松の死を知り深い悲しみの末に「今日ぐらいは喧嘩しても良いよな？石松」と絡んできた留学先のドイツのチンピラを涙を流しながら死なない程度に殴った。
影道 殉（しゃどう じゅん）
前作でも登場した現・影道総帥。10年前に樹海最深部の地獄谷の結界内で孤独の荒行に入り、誰も近づくことを許されなかった。以来現在に至るまで気配ひとつ発しなかったことから、嵐は父を死んだと判断したが、実は生きており、影道のもとへ乗り込んだ麟童や伊織の未熟さを諌める。その後は陰から麟童や河井を見守り続け、最終話では河井の最期を看取ることになる。
野火（のび）
前作の影道一族の副首領格であり、荒行に入った総帥（殉）に代わり嵐の養父的役割を担っていたが、不憫に思い自由奔放に育ててしまったため傲慢になってしまった嵐に対して後悔していた。麟童が訪問して来た際に嵐が変わってくれることを期待し嗾けるが、自分の命を救ってくれた麟童を殺すように命じた嵐に対し絶望し、総帥の命により破門を言い渡した。息子に漁火（いさりび）が居り嵐の親衛隊長を担っている。
黒夜叉（くろやしゃ）
前作で河井武士と対戦した盲目のシャドウボクサー。盲目ゆえに瞬時に剣崎順と高嶺竜児の両方を兼ね備えた麟童の素状を見抜いた。野火の補佐的役割で嵐に総帥から与った破門状を受け渡した。漁火同様、息子は嵐の親衛隊。
※なお黄金の日本Jr.の内、高嶺竜児と剣崎順の生死は長らく明確に示されていなかったが、2008年8月の連載再開で幕開けした最終章において、すでに死亡し富士樹海にある日本Jr.の墓（前作でギリシア十二神を欺くためにかりそめに立てられた墓標のある場所）に遺骨が納められていることが、影道殉と河井武士の会話で判明した。本作中で死亡した香取石松と志那虎一城の遺骨も、麟童と伊織の手により同じ場所に納骨された。一方、高嶺菊は故人であり、麟童の回想シーンから、彼が剣崎家に引き取られる前までは生存していたことが判明している。

#### その他の人物
三条 一菜（さんじょう いちな）
元は剣崎家が取り決めた麟童の婚約者。令嬢だが家事を満遍なくこなせる家庭的で優しい少女。少々天然ボケなところがあるが、誰からも愛される慈愛を持っている。麟童が政略結婚（同時に麟童が「醜女（彼曰く「バケブス」）」と結婚させられること）を嫌って婚約を破棄したが、その後スコルピオンに敗北した麟童を介抱している内に心を通わせ始める。その後、後述の成金と結婚させられそうになるが、麟童の説得によりその縁談も破棄。イタリアのネロの手に落ちそうになったところを、麟童がネロに「俺の女」と言い放ち、事実上の婚約者同士となる。以来、麟童のボクサーへの道を見守り続ける。成金への負債を返済するために彼によってキャバクラで働かされるが、それを知った石松に店から連れ出され、さらに剣崎コンツェルン（麟童の実家）が買収（ただしこの件については麟童は「役員が勝手にやったこと」と言っている）したことで三条家も安泰となる。以後は石松の家で麟童とともに暮らすようになり、最終話では、ボクシングおよび剣崎家を捨てて石松の跡を継ぎ漁師になることを決めた麟童と共に生きることを誓い、竜童との頂上決戦に向かう麟童を見送った。音痴で音楽の才能は皆無であるが（ドイツでの笛の演奏は試合後に気絶中の麟童でさえ更に目を回し耳を覆った）河井武士からの特訓で鉄鍵盤ピアノに苦しむ麟童の前で「猫踏んじゃった」を軽く演奏し『ジェット・アッパー』習得のヒントを与え陰の功労は大きい。音痴以外は理想的な女性で特に料理が上手くネロ以外にも伊織や嵐からも好意を持たれていた。
河井 貴子（かわい たかこ）
前作でも登場した河井武士の姉で、響の母。息子の響がピアノよりボクシングに魅せられていることに心を痛めている。響の遺骨は伊織が彼女の元に持ち帰っており、最終話では伊織に響の遺影を託している。伊織のドイツ帰国の訪問の際にも話を聞き涙しながらも「息子（響）は自分の人生に満足して死んでいった」と悟っていた。息子世代の同期には理解があり、響がまだ粗暴な上辺だけを視て毛嫌いしていた麟童に対しても暖かく訪問で迎え「息子の掛け替えない仲間になってくれる」事を確信していた。響の遺骨を伊織が河井家に持ち帰った以降出番はないが、響の魂は新世代日本Jｒ．の中に根強く生きてい居る事を悟って伊織に遺影を託した。
志那虎 二葉（しなとら ふたば）
前作でも登場した志那虎の妹。甥にあたる伊織が幼くして母を亡くし、自分が母代わりとして伊織を育てるため、独身を貫いている。剣の道を閉ざされ、なお精進の道を進む伊織の身を常に案じている。常時、和服姿である。本能的に感が鋭く、兄の素振りから自刃することを悟り、河井武士に救済を求めた。上記の河井貴子と同じく新世代日本Jr．に対し母性的な見守り方をしており、特に甥である伊織に対し「良い子だが兄（一城）の教育の為に子供らしい感受性が失われてしまった」事を香取石松に漏らしており、「（伊織は）まるで堅物だぜ」と呼んでいた石松も同情し納得した。兄・一城が伊織に柔軟性な性格を全く教えなかった為か？伊織がドイツのヒムラーに真っ二つにされながら必死で奪還した「円相図」への麟童の落書きに対しても「ほほほ・・・面白いわ」と笑いながら二葉から諭された伊織は更に父・一城から「お前よりはわかってるな・・・麟童に学べ」と、まだこの頃は見下していた麟童に対し「おのれ・・・よもや麟童に教えを乞う日が来るとは」と言いつつもフランスへ麟童を追い「先生」と言いつつ土下座までしている。
小菊（こぎく）
竜童の（義理の）姉。出生は剣崎家の執事の孫娘だが、両親は幼くして他界。執事が竜童だけ捨てるのは不憫と感じ、同じく16年前に共に捨てられ、大村に育てられた。竜童同様に顔、気の強さ、身のこなしも高嶺菊に瓜二つ。後に真の出生を知り、最終的に祖父である剣崎家の執事を許すが、竜童と共に姉弟として「大村」の姓をとった。
大村 蔵六（おおむら ぞうろく）
前作で竜児たちを育てた大村ジムの会長。幼い頃から武者修行で各地を旅し、1941年の16歳当時、初代影道総帥にも挑んだ。その後に軍隊に入隊して戦争に参加、1946年に帰国。再び武者修行の旅に出て、ギリシア十二神の先々々代ゼウスとカイザーナックルを賭けて戦った。オンボロジムの人物に過ぎない大村が伝説の武器カイザーナックルを所持していたのは、そのためである。近年では竜童たちが物心つく前にジムを閉鎖し、彼らがボクシングのことを少しでも聞くと激怒する程だった。本作開始時点の前年に他界した。
剣崎家の執事
剣崎家を嫌い家に寄り付こうとしない麟童に手を焼いて、何度も石松に協力を依頼するが、菊を裸同然で追い出しておきながら、後になって掌を返して麟童を剣崎家に渡すよう懇願した過去を理由に断られていた。
菊の妊娠中、剣崎家の嫁と認められなかった彼女を気遣って旧知の医院に預けたことで、菊より早く彼女が双児を妊娠していることを知ったが、その事実を主治医以外の人間（菊を含む）に隠し続けてきた。出産後、菊に気付かれぬよう竜童を連れ出し、大村に依頼して捨て子として育てさせていた。その際、両親を失ったばかりの自身の孫娘（後の小菊）を共に大村の元に置いて来た。このような行為を行ったのは双児を忌む剣崎家の因習のみならず、彼自身の経験による「双児がかつての父親と叔父のように世界の覇権をかけ争うのでは」という恐れに基づいたものだった。後に自身の行為を悔やみ、余命を悟り小菊と河井に真実を打ち明ける。
成金（なるかね）
麟童（剣崎家）に婚儀を断られたため、三条家の政略結婚（負債返済のため）のために新たに一菜のフィアンセとなる成金商事のドラ息子。ドイツで挙式を行うが同時にドイツ大会出場中の麟童たち新世代日本Jr.を狙うジャコビニ率いるシヤッテンの策略のとばっちりを喰い式場は全焼。成金は一菜を見捨てて逃げる。その後も借金を理由に一菜を銀座のキャバクラで働かせるが、一菜は石松に連れ戻される。最終的に成金商事は事業に失敗し負債を剣崎コンツェルンに買い取って貰い麟童に媚び諂うようになる。
如月 ジョージ（きさらぎ ジョージ）
麟童たち（新世代日本Jr.）がボクシング界に介入するまでの日本Jr.チャンピオン。50戦50KO勝ちの立派な戦績だが、取り巻きの日本Jr.ランカー1位から10位までの10人を、まだボクシングを知らない麟童に瞬殺された上、麟童のギャラクティカマグナムの威嚇で失禁し、あっさり欧州Jr.チャンピオンであるスコルピオンJr.（ザナドゥ）への挑戦権を譲ってしまう。甘党でゴルバのチョコを好物とするが麟童に全部平らげられてしまう。一応「JJ（ジャンピンジャック）フラッシュ」と言う必殺ブローも有しているが麟童には片手で受け止められている。その後は成金の用心棒に身を落としていたが麟童と再会し顔をみただけで逃げ出した。
高嶺菊（たかね きく）
既に故人で、回想シーンのみに登場。剣崎家側に嫁として認められなかったが、彼との間に麟童・竜童の双子をもうける。しかし出産時麻酔が切れる前に竜童は剣崎家の執事に連れ出されており、彼の存在を知ることはなかった。麟童が物心つくまでは生きていた模様である。石松に息子の名付けを依頼している。

### ドイツ

#### 新世代ボクサー
東西統一後に編成され直されたため、スコルピオンシニア時代のメンバーの血縁とは異なる者も多数いる。
ザナドゥ・グレイトライヒ・スコルピオン
前作のドイツJr.総統であるスコルピオンの息子。「1」における剣崎順のポジションに相当するが全体的な出番はかなり少ない。ベルリンの壁崩壊後、東西に分かれていたドイツ軍団の統合を成し遂げ初代総統となった。その偉業は父を越え、ドイツのみならず全欧Jr.チャンピオンにまでのし上がっている。必殺ブローは父譲りのスコルピオン・クラッシュ。また、ハーデス戦では制極界も披露している。東西ドイツ分断時、父が西、母と自分が東に分かれており、ベルリンの壁を越えようとした際に母を射殺されたことにトラウマを抱いている。下記のヘルガJr.（ジョルジュ）同様に「現在の日本の若者はかつて黄金の日本Jr.と違い腐り切っている」と見下してたが、ドイツ大会で結果を残した麟童達、新世代日本Jr．を認め始める。その前から予見していたが下記のフランスのラファエル、イタリアのネロをも撃破した麟童を視て確信し事実上「最大のライバル」と見ており、ギリシア十二神から彼を守るようヘルガに命じた。その後ヘルガを伴ってギリシアへと乗り込み、十二神のヘルメス、ハーデスを倒した後満身創痍の体でゼウスに挑むも、流石に力尽きたか敗退する。ヘルガによれば負傷は致命的で再起不能との診断であったが、その後先代ヘルガによる手術が成功して奇跡的な回復を遂げ、最終話では元気な姿を見せている。
ジョルジュ・ディードリッヒ・ヘルガ
前作のドイツJr.参謀であるヘルガの息子で、現総統・スコルピオンの参謀。医学博士でもある。東西分断時は西のオスカーに仕えていたが、現在はスコルピオンに忠誠を誓っている。ザナドゥに命を捧げる程 敬愛しており、ザナドゥを守ることを何より優先し、そのためには策を弄することも辞さない。新世代日本Jr.を認めつつも支持するスコルピオンJr.（ザナドゥ）とは違い「ザナドゥに仇なす者は全て排除する」という考えであり新世代日本Jr.VS新世代ギリシア十二神戦でも「静観」をザナドゥに進言した。後にスコルピオンに付き従ってギリシアへと乗り込み、父親と同様に必殺ブローを持たないものの頭脳的な戦い方で十二神のビーナスを相打ちにした。
ブラック・モス
ドイツ軍団随一と言われる非情の殺し屋。かつてベルリンの壁を越えようとした際に全身に銃弾を浴びており、その名の通り、全身に黒い蛾のタトゥーのような銃痕がある。鋼鉄の鎧のような肉体の持ち主で大抵のパンチは通用しない。しかし、かつての銃撃で視野の欠損という唯一の弱点をはらんでいる。
シュタイン・ジャコビニ
犯罪・不正行為も辞さぬドイツ影の軍団・殺戮集団シヤッテンのリーダー。東西分断時はスコルピオンに仕えていたが現在はヘルガが参謀の位に就いているため、ヘルガとドイツJr.本隊に対して嫉妬に近い感情を抱いている。自身は後ろから部下を動かす立場だが、ヘルガと同様に必殺ブローを持たないものの頭脳的な戦い方でブラック・モスの視野の欠損を利用し、翻弄するほどの実力を持つ。その後、シヤッテンの悪事が露見した上クーデターが失敗したことによりドイツを追われてオスカーと共にネロに助勢を要求するが、返り討ちにされる。
シヤッテンのメンバー
ジャコビニの指示により日本Jr.に対し毒盛り・凶器グラブ・仕込み笛・強化ドーピングなどの姑息な作戦を展開する。主に東出身で構成され、マスクを着用している者も存在する。
エミーナ
ドイツ本隊サブリーダー。ギャラクティカマグナムの原理を科学的に解明しドイツ大会決勝戦で麟童と対決。自らもマグナムを放って麟童に挑み勝利するが、勝利と引き換えにボクサー生命が絶たれる致命的なダメージを負ってしまった上、クーデターの失敗に伴いジャコビニ・オスカーと共にドイツを追われた。
ヒムラー☆
ドイツ本隊3巨頭の1人。前作で志那虎と戦ったドイツJr.ヒムラーの息子。父同様、包帯で素顔を隠している。伊織の抹殺を命じられて日本へ赴くが、リング上での勝負を望み、伊織の持つ家宝「円相図」を半分に裂いてその半分を持ち去り、彼をドイツ大会に出場させるよう仕向けた。先代同様、スペシャルローリングサンダーを封じるスペシャルクロスカウンターの使い手である。性格としてはフェア精神の持ち主でシヤッテンの罠に嵌った伊織をヘルガに治療するよう頼んだ。世界Jr.大会編では伊織との再戦を望んでいたが、予選においてアメリカ代表のペニーレインに敗れた。その後、大会で負った負傷が癒えぬままの体でギリシア十二神のプロメテウスと戦い、3巨頭全員の力で相打ちに持ち込んだ。
ツヴァイスト・ゲーリング☆
ドイツ本隊3巨頭の1人。前作のドイツJr.ゲーリングの息子。得意技はゲーリング家の家芸である完全弾性衝突をさらに進化させたブロッケンドッペルゲンガーで、相手の技を完全に相手に跳ね返す技である。一人称は「ぼく」。世界Jr.大会編はエジプトのホルスに敗退。その後、大会で負った負傷が癒えぬままの体でヒムラー・ゲッペルスと共にギリシア十二神のプロメテウスと戦い、相打ちに持ち込んだ。
ゲッペルス☆
影道嵐が3巨頭最強と評するボクサー。前作のドイツJr.ゲッペルスの息子。嵐と場外で激戦を繰り広げるが引き分け。本試合では嵐が前試合でのダメージを引きずっていたためにゲッペルスが勝利。世界Jr.大会編で嵐は雪辱に燃え、無名に化けて復讐を果たす。3巨頭に関してだけは日本Jr.と友好的である。その後、大会で負った負傷が癒えぬままの体でヒムラー・ゲーリングと共にギリシア十二神のプロメテウスと戦い、相打ちに持ち込んだ。
ユルゲン
「ハンターチーム」の先鋒で当初は彼1人で出場していた。モスをも恐れさせる実力の持ち主で彼のチームはユルゲン1人に倒された。3回戦で麟童に相討ちの形で敗れる。シュタインの評によればテクニシャンであり、そのため視野の欠損を抱えたモスでは手も足も出なかったらしい。
グスタフ、グラフ、その他1名
「ハンターチーム」の次鋒、中堅、副将。全員参戦した伊織に敗れる。
ハンター
「ハンターチーム」を率いる。女を侍らせて登場。いかにも強者らしい登場の仕方をしたが、前作で同じような登場をした「Mr.ホワイティ」同様、伊織に瞬殺される。スコルピオンには伊織と戦う前から見限られていた。ハットで素顔を隠していたが、あまり美男子では無かった。幼少の回想シーンではオスカーに付いていた。取り巻き女性は全て伊織に乗り換えられる。なお、剣崎順の「敵国の女さえ惚れさせる……本当にモテるとはこういうことだ」と言うセリフは息子、麟童ではなく伊織が受け継いでいる。
オスカー・ユーゲント
ドイツ本隊リーダー。東西分断時は西のリーダーとして、その神童ぶりは東のスコルピオンと並び称えられていた。エミーナたちには神として慕われている。相手のPTSDを利用し、魂を抜き取るかのごとく完全に戦意を喪失させる神業の使い手で、リング上では相手のマリオット盲点を突いて自身の姿を隠しながら戦うスタイルも見せる。悲惨な出生が原因でカトリックに帰依した過去を持つが、実は前作のプロボクサー・バンタム級世界チャンピオンのジーザス・クライストの甥であることが判明する。必殺ブローは伯父譲りのNEO BIBLE（ネオバイブル）だが、伯父ほど完全なものではない。「ドイツ編」では事実上のラスボスであったが、響の命を懸けた奮戦に敗れる。その後はクーデターの失敗に伴いドイツを追われジャコビニと共にネロに助勢を要求するが、ネロの前では神業も通用せず返り討ちにされる。

#### 前世代ボクサー
スコルピオン
前作で登場したドイツJr.総統で、ザナドゥの父。現在は政治家。かつての激戦により、余命は長くないとヘルガから宣告を受けている。東西ドイツ統一により、東の人民が西になだれ込んで西側に職にあぶれた者が増えたことから、かつてスコルピオンと共に夢を追った元ドイツJr.の面々から怨みを抱かれ、暗殺未遂も経験している。ザナドゥとの比較時は「ファーザー・スコルピオン」と呼ばれる。前作では剣崎と対戦。自分は政治家になったが30歳を過ぎた元団員から今の体たらくを当時の総統であるスコルピオンの責任の様に言われたが「それがどうした？夢ならその辺にごろごろ転がっている」と年齢は関係なく本人の努力次第であることを説いた。
ヘルガ
前作で登場したドイツJr.参謀で、ジョルジュの父。前作では竜児と闘った。現在は医師で、その腕は世界一と言われ、一度は暗殺により心停止にまで陥ったスコルピオンを見事回復に至らせた。医学のみならず、ボクシングの腕も未だ健在。下記の先代ナポレオンと同じく河井武士に対し「今度、殴り合いましょう」と前世代ボクサー同士では数少ない対戦を実行した。その過程で河井武士から河井響の心臓移植手術も遂行しようとしていたが響から「叔父さん（武士）の命（心臓）まで奪って生きたくない」と拒否される。石松の死去の際は多忙なスコルピオンの代理として来日。

### イタリア

#### 新世代ボクサー
ディノ・ジュリアーノ☆
前作イタリアJr.リーダーのドン・ジュリアーノの五男。ドイツ大会優勝者である麟童たちからスコルピオンへの挑戦権を奪うべく、日本へ乗り込む。必殺ブローは父譲りのコーザノストラ。麟童と戦った時は互角の腕前だった。石松の男気の前に屈し、シーザーの危険性を麟童に忠告して日本を去る。兄弟の中では容姿・性格共に先代に最も似ており、その後の後継者争いには兄弟で唯一参加していない。後に世界大会にも参加したが、予選でプリンス・シャフトに敗れた。
シーザー・ジュリアーノ
同じくドン・ジュリアーノの息子で、現在のイタリアJr.ことシシリアン・ダンディのドン（首領）。ディノの弟でその凶暴な性格は父も恐れるほどだが、ネロに対してだけは暗示能力に対する恐怖とボクサーの資質が敵わないことを自覚しているため逆に恐れている。麟童と対決した時はボクシングの能力は上回っており、一方的にKOさせたほどである。必殺ブローは「VENI VIDI VICI」。実は父殺しの首謀者であり罪を償うために服役していたが最終話で出所後、正式にイタリアJr.のドンに就任した。
ブルータス・ジュリアーノ
同じくドン・ジュリアーノの息子で、シーザーの次のドンとして指名されたネロの抹殺を企てるが返り討ちに遭い、麟童に救われる。以来、麟童に恩義を感じイタリアまでの道案内を務める。大柄で強面な容姿とは正反対に義理堅い性格である。麟童とは奇妙な友情関係にある。スキンヘッドで一族一番の巨漢である。
ネロ・ジュリアーノ
同じくドン・ジュリアーノの末子だが、シーザーたちとは異なり堅気の道を選び画学生となった。母を不幸にした上に父らしいことを何もしなかった実父に対し、生死すら無関心でいる。日本で偶然出会った一菜を絵のモデルと決め、作画の場で服を脱ぐよう指示したところへ麟童が飛び込んだことから彼と敵対する羽目になり、その後シシリアン・ダンディの後継者争いに巻き込まれディノ以外の兄弟全員を倒した結果、本人の意思に反してイタリアJr.の実質的なドンになる。人間の姿をスケッチすることでその人間の心理を操る暗示能力の持ち主で、その力は兄弟たちから魔術と呼ばれ恐れられている。実はボクサーとしても一流でディフェンス・オフェンス双方に長け、その実力は兄弟の中でも抜きん出ている。また、人体の正確なデッサンを学んだことから人体構造を正確に捉えており、父譲りのコーザノストラの使い手でもある。一菜争奪戦の敗北後に麟童に学んだ事はボクシングよりも愛である「俺の女に手を出すな！」であり、何時か自分もそうありたいと思っていた。騒動後は麟童と友好関係になり世界大会と十二神戦においても救援に駈け付け、最終話ではシーザーの出所に伴いドンの座を降りて世界一流の画家となった。

#### 前世代ボクサー
ドン・ジュリアーノ
前作イタリアJr.ことシシリアン・ダンディのリーダー。現在はイタリアンマフィアのボスで、全欧に配下を持つマフィアの帝王。35歳。13歳のとき既に子供がおり、その数は男女総勢18人、その内の9人がマフィアへの道を選んだ。石松の硬派な生き様に惚れぬき、義兄弟になることすら憧れていた（前作では石松とは対戦しなかったがイタリアとの団体戦で4人を石松1人に倒された）。日本で石松に息子たちの非礼の落とし前をつけた後、イタリア空港でシーザーが事前に手引きしていた刺客によって射殺された。
前世代イタリアJr.ボクサー
既に他界していたドン・ジュリアーノに代わって「石松の葬儀」に参加した。

### フランス
フランスの貴族であるバロア家の当主一族とその使用人たち。当主は「エンペラー」を名乗る。一般兵を除き従者も美形揃いである。また、バロア家内では双生児が多いのも特徴。なお東のラファエルに仕えている三銃士は「赤薔薇の三銃士」と呼ばれる。

#### 新世代ボクサー（含むバロア家）
ラファエル
かつてのフランスJr.リーダー、ナポレオン・バロアの息子。現在東西に分家しているバロア宮殿の、東の赤薔薇宮のエンペラー。かつて弟のミシェールを死なせたことから多重人格が発症、自覚せぬままラファエルとミシェールの二役を演じてきた。さらに3つ目の人格として、すべての元凶であるバロア家のすべてを滅ぼさんとする悪魔の人格までもが現れた。必殺ブローは父同様のデビルプロポーズ。お家騒動を解決してくれた麟童と伊織には三銃士共々恩義を感じており、ギリシア十二神戦では麟童を救うためにアルテミスと対戦した。下記のカトリーヌのタロット占いを覚えており、「 麟童は愚者（フール）ではあるが彼はモナミ（親友）」とアルテミスには語っており、 麟童助勢の為の躊躇はなかった。
ミシェール
ラファエルの弟で、西の白薔薇宮のエンペラー。ラファエルとは同一人物かと見紛うほど瓜二つ。彼こそが正統なエンペラーと言われているが、実は幼い頃に兄との剣術練習で既に命を落としており、現在のミシェールと思われていた人物は、人格交替したラファエルだった。西側の人物は温厚でミシェールとなったラファエルにも、その温厚な性格は反映され別人となる。
カトリーヌ
ラファエルとミシェールの妹で、3つ子として産まれた。バロア家には姫として慕われる。病弱の身で、発作を起こし倒れることがある。優しい性格で一目で麟童の善良さを見抜きラファエル打倒を狙っていた麟童に対して取止めるように懇願した。同時に父の戦友たる河井武士にもバロア家救済を求めた。上記の兄2人と共に幼少の時にタロット占いを行いバロア家の行く末は「皇帝（エンペラー）を救うのは愚者（フール）」と言う暗示が出た事を明確に覚えており、「麟童（様）こそ愚者」と確信してバロア家の救世主と言う事を見抜いた。
オリビエ☆
バロア家の誇る3大Jr.ボクサー“三銃士”の1人。女性だが、下記二名の男である三銃士には劣る事ない賢者であり実力はバロア家では誰もが認める戦士である。幼い頃にナポレオンに憧れ、男に扮して三銃士となった。自身を女性と知っているのはカトリーヌとナポレオンのみ。伊織に女であることを見破られて以来、彼に恋心を抱く。伊織からは「志那虎陰流には女を討つ剣はない」と言われて対戦を拒否され果敢にサーベルで挑むがリーチ（長さ）が劣る、しかも薔薇の一枝だけでオリビエを傷つけず上半身を半裸にしただけで気遣いしていた技量と度量の差と男気に惚れ、三銃士としての使命で女を捨てていたが、女性としての男性に好意を持つ事に目覚め始めを隠し切れなかった（カトリーヌには「私は男（三銃士）には戻れないかもしれません」と白状し伊織がオリビエの女性の上半身の下着（ブラジャー）を晒した事に対し「乱暴してすまなかった」と詫び自分の学生服を掛けてくれた上着を女性らしく丁寧に綻びを縫い返した・・・それをフランス出国前に 麟童に伊織は「敵国の女も惚れさせる・・・これが本当にモテると言う事だ」と冷やかされている）。バロア家伝統の秘拳、真空拳（ポワンアヴィドゥ）は彼女以降、全員が会得している（前作では「カマイタチ」などと呼ばれ、真空拳の名は本作で初登場）。世界Jr.大会編では伊織の助言でアメリカのペニー・レインを倒し決勝トーナメント（ベスト16）まで進み、善戦するがシード選手ギリシアのオルフェウスJr.に敗退。
バロン☆
三銃士の1人。麟童と互角の実力を持つ（ただし麟童は左手のみ使用）。必殺ブローは断頭拳（ポワン・ドゥ・エシャフォー）で、本作唯一のフランス語のブローである。世界Jr.大会編でホルスの呪いによって倒れた。ホルスの敗北で呪いは解かれたが、バロア宮殿に乗込んで来たギリシア十二神の一人、アルテミスに他の三銃士共々挑むが倒されてしまう。麟童には「ババロア」と呼ばれ奇妙なライバル関係であった。
アル・フォンソ・アルメダ☆
三銃士の1人。世界Jr.大会編では決勝トーナメントまで残り三重真空拳でアポロンJr.に挑むが完敗であった。三銃士最強らしいが一番出番は少ない。実際、河井にも「子供扱い」されているので、実力は未知数。しかし、世界大会編では伊織からは「アルメダほどの男が」と一目置かれていた。アルテミスに重傷を負わされるが、ラファエルと他の三銃士と共に麟童VS竜童にも駆けつけ元気な姿をみせている。
ディオール
東のラファエルに仕える兵士。ベレー帽と金モールのついたノースリーブの軍服風衣装に、光沢革のロングブーツ・手袋を着用。「ダマスクス・ローズ・マダー」と呼ばれる高貴な香りを放つ薔薇を持つ。麟童を飛行機内で眠らせバロア宮殿に連れて来た。真空拳も使える。彼曰く「真空拳はジャブと同じ」でバロア家全員が習得しているとのこと。西のローランは双子の兄。最終的には御家騒動を解決してくれた 麟童に感謝しジュールの命令に従い麟童と伊織を航空機で送迎しフランスから出国させた。
ジュール
ディオールの上司。麟童拉致を命じた。真空拳も使える。西のシャルルは双子の兄。最終的には御家騒動を解決してくれた 麟童達に感謝し伊織と共に丁重にフランスから出国させる様にディオールに命じた。
ローラン
西のミシェールに仕える兵士。衣装・顔立ちは双子の弟・ディオールと同じだが、弟とは違い麟童に友好的である。「西こそが正統なエンペラーの血筋」と主張している。東の戦闘団から麟童を庇って負傷する。
シャルル
ローランの上司。迷宮に迷い込んだ麟童を救助した。これまた弟ジュールと違い温厚な性格である。実はラファエルがミシェールを殺害してしまった現場に立ち会っており、部下の中では唯一ラファエルの多重人格発症を知っていた。

#### 前世代ボクサー
ナポレオン・バロア
前作フランスJr.リーダーにして先代バロア家エンペラー。長年に渡るバロア家の分断の統一を成し遂げた人物だが、ラファエルの人格障害に心を痛め、自ら地下牢に閉じ篭り、ラファエルの自然治癒に期待していたが、結局それが再び家の分断を引き起こす原因にもなってしまった。その実力は未だ衰えず、麟童のファントムと伊織の流転拳を同時に受け止めて無傷でいるほど。必殺ブローのデビルプロポーズも未だ健在。また河井武士とも一戦交えており、ほぼ互角の勝負となった。石松の葬儀のために来日した。

### アメリカ
プリンス・シャフト☆
前作のアメリカJr.チャンピオン、ブラック・シャフトの息子。前作の世界大会でアメリカJr.が不戦敗を喫して以来、彼らアメリカJr.が表舞台に出ることはなく、その実力は未知数と言われていた。父を深く想っており、父の雪辱を果たすために世界大会に臨む。必殺ブローは父譲りのブラックスクリュー。対ミノタウロス戦ではブラックスクエアーを披露し勝利するが、体中の骨にヒビが入る深手を負ったため次戦でテーセウスに敗れ、後を麟童に託す。後にペニーレインと結婚した（アメリカ合衆国では2015年6月より同性婚を認めているが、連載時点においても一部の州では認められていた）。
ペニーレイン☆
世界大会出場選手。前作の日米決戦で登場したアメリカのミズ・シャネルの息子。父同様にオカマで、外見は美女そのもの。プリンスと恋人同士のように振舞うことが多い。ミズ・シャネルは視線で相手を催眠術に陥れたが、彼は目を使わずとも対峙しただけで相手の動きを封じる。自称「魔力」だが、その実体は薬物を仕込んだ綿毛を放って相手を麻痺させるダンディライアンという技である。後に対戦したフランスのオリビエには彼女のプロポーションの良さから、かなり嫉妬していたが、「男を捨てた身（ペニーレイン）」と「女を捨てた身（オリビエ）」との違いを指摘され敗北する。後にプリンス・シャフトと結婚した（同性結婚）。プリンスからは「その気（同性愛）の趣味はない」と言われてたがギリシアJr.の「スーパーシード」に苦戦するプリンスに麟童に真剣に助けを乞い涙を流し心底愛していた結果である。
シュガー・ホワイティ☆
世界大会出場選手。前作の日米決戦で登場したアメリカのホワイティの息子。白人至上主義は父譲りで、同じアメリカ人であるにもかかわらず、黒人であるシャフトやオカマのペニーレインとの仲はかなり険悪。伊織との対戦で彼の十八番を奪うブロー「ローリングサンダー」を放つも、重量腹巻を外して軽量になった伊織の「神技ディフェンス」に敗れる。しかし、高慢な態度は相変わらずながら「麟童VS竜童」の世界バンタム級統一戦には、そっぽを向きながらプリンスとペニーと共に訪日している。

#### 前世代ボクサー
ブラック・シャフト
前作で竜児と対戦したアメリカJr.の大将でプリンス・シャフトの父。世界Jr.大会参加中のプリンスの回想シーンのみ登場。他の前世代ボクサー同様、激戦のため肉体が疲弊し寿命が長くないことを悟り、後をプリンスに託す。プリンスからは絶大な尊厳を獲得しており同時に崇拝されている。テーセウスJr.の「ハートブレイクキャノン」を受けて生命の危機に陥ったプリンスだったが、彼の写真を胸に忍ばせていたために絶命を免れた（これは高嶺菊が剣崎順に送ったお守りのオマージュと思われえる）。

### エジプト
ホルス☆
世界大会出場選手。幼い頃にナポレオン・バロアに出会った際、ナポレオンの放った真空拳は全て彼をよけてしまったという神がかり的な逸話を持つ。彼の必殺ブローは「ファラオの呪い」と呼ばれ、これを受けた者は全身に象形文字（ヒエログリフ）が浮かび上がり、苦痛の末に3日後に死に至ると言う。ピラミッドパワーで自身のダメージを回復させる術を使う他、同じくピラミッドパワーにより相手の生命力を衰退させるデルタデッドフォースというブローも持つ。ベスト8まで行ったが流石に「太陽神」と言われたアポロンJr.には敵わなかった。彼の敗北と共に、バロン、ゲーリング、メデゥーサは呪縛から解放された。
本人は太陽神ラーの子を名乗っていたが、アポロンはホルスが聞いたのは神の声ではなく砂漠を吹き抜けるシロッコの風音に過ぎず、かつてカイザーナックルを巡る争いに敗れた太古の悪霊に唆されたのだろうと指摘した。

### スペイン
オルテガ☆
フラメンコダンサーを引き連れマタドールを自称するボクサー。世界大会で伊織と対戦。「深紅のムレータ（布）」に見せかけた幻惑術で相手を間合いに引き込み仕留める。しかし、伊織には全く通用ぜず文字通り瞬殺された。通じなかった理由は伊織曰く「私は牛ではない、人だ」とのこと。

### チリ
カルロス☆
世界大会でメインキャラクター以外は有象無象の中、唯一決勝トーナメントまで進出した選手。「野生の跳躍」と言われる抜群のジャンプ力を有しファイトスタイルも野生味溢れている。雄叫び様な奇声以外発しなかったが、決勝トーナメントで対戦相手のテーセウスJr.に恐怖し初めて言語を喋った。彼によると大会に参加した理由は故郷の寒村で待つ15人の家族の生活費のために賞金が必要とのことで麟童に「男じゃねえか」と言わしめた。しかし、結局は瞬殺されてしまった。

### ギリシア
「リングにかけろ」に登場したギリシアボクサーと同名の者が多数登場するが、一部は本作において新たに登場。ギリシアJr.では、十二神などのボクサーの地位は世襲制であり、一部の者については同名の先代とは親子関係にあることが作中で明言されている。しかし最終話の時点で世襲制が廃止され、それに伴いリーダーの交代も行われた。

#### 新世代ボクサー
イカルス☆
前作ギリシアJr.のイカルスの息子。父同様に空中戦を得意とし、必殺ブローは父譲りのスカイトリプルダンシング。世界大会出場前に麟童に奇襲をかけた。先代は石松と対戦。なお、ギリシア選手はスーパーシードとして決勝トーナメント（16名で行う）から参戦し、彼もまたスーパーシードの名に恥じない実力を遺憾無く発揮するが、最終的に麟童のハリケーンボルトの前に散る。麟童からの呼称は「タコルス」。麟童はどうやら、父の剣崎順の血よりも育ての親の香取石松の性格を多分に受け継ぎ、父の『ギャラクティカ』系より石松の『ハリケーン』系（跳躍が武器）が主導となっており、このイカルスとも奇妙なライバル関係であった。麟童からは「スーパーシードと言うから、どんなスゲー奴が出て来るかと思えば・・・お前か？タコルス」とやや軽視されており、石松の亡くなる直前に指導を受けた麟童の敵ではなかった。
ケルベロス☆
3つの頭を持つ地獄の番犬ケルベロスの名を冠するボクサー。自身も3つの頭を持つが如く、6つの目で相手の過去・現在・未来をすべて見通すという。伊織の推測によれば、過去・現在とは相手の過去と現状のデータの分析、未来とは見切り、つまり相手の先を読むことらしい。必殺ブローはケルベロスハウリング。世界Jr.大会編で無命を倒すが、決勝トーナメントで麟童のハリケーンマグナムに敗れる。
テーセウス☆
前作ギリシアJr.のテーセウスの息子。父を倒した剣崎順のことは称えているが、その息子の麟童は三流扱いしている。アポロンに並ぶ実力者であり、世界大会で優勝することで敗残者の子という汚名をすすぎ、自らが十二神の1人にならんとしている。必殺ブローは父譲りのハートブレイクキャノン。世界Jr.大会編の準決勝の終盤で麟童の心を折るまで絶望させたがアポロンの『神の血』により甦り、アポロンの存在に気付き「お前より強い奴が居るなら、まだ俺は負けられない」と奮起した麟童のハリケーンファントムに敗れる。
ミノタウロス☆
ギリシア神話でクノッソスの迷宮の中に住んでいた牛頭の魔人ミノタウロスの名を冠するボクサー。彼もまた幻覚で迷宮を作り出し、相手をその中に引きずり込んで翻弄する。プリンスをかなり苦しめたが、ブラックスクエアーを受けて敗れた。
ユリシーズ☆
前作ギリシアJr.のユリシーズの息子。必殺技の名は父同様トロイアクライシスだが、父は単なるパンチであったのに対し、彼の技は折り紙の馬を相手に見せて暗示をかけ、ギリシア神話のトロイアの木馬の如く、巨大な木馬から小さな兵士が無数に現れて相手の体に取り付く幻覚を見せ、動きを鈍らせる。オリビエの折鶴により暗示から解放された伊織に敗れる。
オルフェウス☆
前作ギリシアJr.のオルフェウスの息子で幻想楽士の異名をとる。ボクサーであると同時に20世紀最後の天才音楽家であり、その実力は父に勝るとも劣らないという。音楽家であるため、空気を操る技においてはフランスJr.の真空拳を凌駕する。必殺技は父譲りのデッドシンフォニー。オリビエを倒すが、彼女の復讐に燃えた伊織に敗れる。一時、彼の術中に嵌り伊織は精神が胎児化されてしまったが、彼に敗北後の重症であるはずのオリビエの母性的愛により、またしても伊織は助けられ術を破りベスト4に進む。
メデゥーサ☆
必殺技の名は先代同様ブラデッドメデゥーサだが先代は単なるパンチであったのに対し、彼の技はその名の通り、ギリシア神話で相手を石化する怪物メデゥーサの如く、相手を硬直させて攻撃する。善戦はしたが、ホルスの呪いで返り討ちに遭う。
アポロン☆
太陽神アポロンの名を冠する現ギリシアJr.最強のボクサー（十二神やゼウスを含めても最強である）。前作ギリシアJr.のアポロンの息子。歴代アポロン家の人間が代々ギリシア最強の実力を持ちながら十二神以下の一般戦士扱いである屈辱を晴らさんと、自らがカイザーナックルを手にしてギリシア軍を改革せんとして世界大会に臨む。常に正々堂々とした態度で臨み、自身の敵に対しても救いの手を差し延べる律儀な性格である。神話の時代より受け継いだ神の血（イーコール）による治癒能力を持つ他、攻防一体の格闘界最大の奥義・制極界の使い手でもある。必殺ブローは父譲りのゴッドディメンションでアルメダ、ホルス、伊織を次々に撃破して行った。決勝では麟童と最後まで正々堂々と闘った。当初の麟童の実力は別として一度は成り行きから敗北を認めたが麟童の真っ直ぐさや、正々堂々の精神に「黙って勝っておけば良いものを」と言いながら応じ、そこで引き分けた事により麟童を真に認めた。賞金は麟童にくれても全く納得していたが「俺の負けだった（かも？）」と言う麟童にも最終結果に試合内容も満足しており優勝カップの半分を刀で伊織に割らせて麟童から「全て半分こだ」と言われ、このフェアさにギリシア十二神の椅子に拘っていた自分が愚かしく思い彼は初めて先代の父の気持ちを理解する事になる・・・終話では失脚したゼウスに代わり、ギリシアJr.の新たなリーダーに就任した。

#### ギリシア十二神
ゼウス
ギリシア神話の主神ゼウスの名を冠するボクサーで、ギリシア十二神の頂点に立つ主神。先代ゼウスやほかのボクサーとは異なり、素手ではなくカイザーナックルまがいの凶器「ゴッドクロウ」を手にして威を振るっている。既に満身創痍であったスコルピオンとヘルガを倒し、麟童に深手を負わせた。しかし駆けつけた竜童のカイザーナックルによってゴッドクロウを砕かれ、手にしたカイザーナックルの片割れで反撃するも使いこなすことが出来ずに素手で麟童と戦うが、チンピラと蔑まれた末にギャラクティカマグナムで一蹴された。またフィニッシュブローも披露しておらず、最終的に十二神の頂点から失脚し、雑兵まで降格された。
ポセイドン
ギリシア神話の神ポセイドンの名を冠するボクサー。フィニッシュブローは先代と同様サイクロンメイルストローム。竜童と戦うもフィニッシュブローの撃ち合いで敗れる。
ハーデス
ギリシア神話の神ハーデスの名を冠するボクサー。先代ハーデスと同様アナザーワールド（制極界）を使うも、同じ制極界で対抗したスコルピオンに敗れる。
ヘルメス
ギリシア神話の神ヘルメスの名を冠するボクサー。先代に同名のボクサーが登場していない唯一の十二神である（先代では代わりにメデゥーサが十二神だった）。「夢を司る者」「夢の神ヘルメス」と名乗る。スコルピオンと対峙し、幻覚を見せる不可思議な技（カドゥーシャスハルシネイション）を彼に仕掛ける。しかし幻覚の中で父と和解したスコルピオンに技を破られ、パンチ1発を受けただけで敗北する。
ビーナス
ローマ神話の女神ビーナス（ギリシア神話の女神アプロディーテー）の名を冠するボクサー。長い髪と長い睫毛で美女のような容姿をしており、スコルピオンから「絶世の美形」「聞きしにまさる美しさ」と絶賛された。フィニッシュブローは先代と同様ライトニングプラズマ。ヘルガによれば、「落雷のようなオゾン」「拳圧によって作りだしたマイナスイオン」であるとされ、スコルピオンいわくその威力は先代をはるかに凌駕しているらしい。しかし、捨て身で相打ちを狙ったヘルガによってライトニングプラズマの威力の炸裂に巻き込まれて倒される。
ナルシサス
ギリシア神話のナルシサスの名を冠するボクサー。フィニッシュブローは先代と同様スペクトルエコー。来日して麟童が弾くのに苦労していたピアノをやすやすと弾きこなして見せた後、彼と対戦する。人間の瞬間視角の狭さを利用し、素早く死角に滑り込み続けることで対戦相手の視界から完全に姿を消す「超ディフェンス」という技術の持ち主で麟童を翻弄したが、海面に姿が写っていたことが仇となり、反撃されて敗れた。
ペガサス
ギリシア神話のペガサスの名を冠するボクサー。フィニッシュブローは先代とは異なりブローイングシャワーだけしか披露していない。麟童を倒す目的で来日するが、行動を事前に察知した伊織に阻まれ彼と対戦し、雷光流転拳を受けて相打ちになる。
アルテミス
ギリシア神話のアルテミスの名を冠するボクサー。フィニッシュブローは先代と同様ムーンライトヘブンで、自らを「ミスタームーンライト」と呼称する。フランスに姿を現し麟童に協力しないように警告するが、麟童を助けるために立ち上がったラファエルと対戦する。ラファエルの心の闇を突く心理作戦を展開して有利な戦いに持ち込むが、カトリーヌの助言を受けたラファエルのデビルプロポーズを受け、逆転負けを喫した。
オリオン
ギリシア神話のオリオンの名を冠するボクサー。フィニッシュブローは先代と同様トルネイドアロー。イタリアに姿を現し麟童に協力しないように警告するが、麟童を助けるために立ち上がったネロと対戦する。ネロ以外のシシリアン・ダンディを1人で全滅させたが、ネロの前では全ての攻撃が見切られ手も足も出ず、コーザノストラを受けそのまま敗北。しかし敗北の際にトルネイドアローのうちわずか1発だがカウンターでヒットさせ、ネロにも負傷を与えた。
プロメテウス
ギリシア神話のプロメテウスの名を冠するボクサー。フィニッシュブローは先代と同様グランドクロス。スコルピオンを訪問する目的でドイツに姿を現し、ドイツJr.のボクサーたちを叩きのめした後やってきたヘルガと対峙する。しかし先に己が倒した三巨頭によって自身も既に致命的なダメージを負っていたのに気づいておらず、ヘルガとの戦いを始める前に倒れ、目的は果たせなかった。
クレウサ
ギリシア神話のクレウサの名を冠するボクサー。前作のギリシア十二神・クレウサの息子。フィニッシュブローは先代と同様グリークインフェルノ。世界Jr.大会終了後の十二神の行動に不穏な気配を感じた嵐によって搭乗していたヘリコプターを撃ち落されたことから彼と対戦、先代と同様のパターンで影道鳳閣拳を受けた後、ゼウスの下に戻ったところで力尽きた。
カサンドラ
ギリシア十二神の1人。課された役目がはかどっていないことを叱責された際しどろもどろに言い訳がましいことを口にしてゼウスの怒りを買い、ゴッドクロウで殴り倒されたうえに雑兵への降格を言い渡される。まったく戦うことはなく、フィニッシュブローも先代と同様披露していない。

#### 前世代ボクサー、その他
アポロン
「石松の葬儀」のために来日。前作では竜児と対戦した。なお、同時期に行われていた「世界大会」には「あれは子供達が勝手に行っている」として関わっていなかった。ただ「カイザーナックル」が関係していることだけは悟っており、志那虎・河井にそのことを伝える。実力がありながら、一般兵扱いされている一族に不満を抱く息子とは意見の食い違いを見せる一幕も見られた。
テーセウス
石松死去を知り、アポロンと共に来日。前作では剣崎と対戦。
パンドラ
前作でギリシア十二神の天帝ゼウスに仕えたギリシアの巫女。前作では少女だったが現在は2児の母であり、ギリシアJr.にとって彼女の声は天の声に等しい。世界大会の裏で糸を引いており、その真意はエーゲ海で発見されたカイザーナックルをゼウスに捧げることであったが、世界Jr.大会終了後に娘やアポロンと共に幽閉される。アポロンに対しては常々冷たい仕打ちを行っていたが、幽閉された状況でも自身の娘に対し救いの手を差し延べるアポロンの対応を見てからはそれまでの仕打ちを詫びた。
ミーナ、ニーナ
パンドラの双子の娘で、麟童を世界大会に招く。麟童からは「マナカナ（当時話題を呼んだ三倉茉奈・佳奈の双子姉妹に準えたもの）」呼ばわりされており、その都度訂正を入れている。逆に麟童への呼び名は「リンリン」である。
アウル
その名の通り、ピタゴラスやソクラテスなどと古代ギリシアの哲学者の名をつけたフクロウを操る。カイザーナックルの真の所有者が麟童や竜童かを見極めるため、竜童をギリシアへ導く。嵐の親衛隊員である追風、厄病神を同時に倒すなど中々の実力を有している。「竜童の父が竜児であり、麟童の父・剣崎が竜児を殺した」と竜童に吹きこむが、これは麟童と竜童を対決させるための企みでありその後竜童に看破される。プラトン（フクロウ）を嵐に「焼き鳥」にされそうになったり、世界Jr.大会終了後はゼウスの逆鱗に触れ麟童と竜童に助けを求めている。
ジャオウ
かつて天帝の怒りに触れて暗黒の世界へ堕された闘神の末裔、闇の闘神たちのリーダー。彼らは神話の時代より闘いを生業としていたために並外れた武闘能力を持つが、現在でも日の目を見ることを許されていない。アポロンを危険視するパンドラの命により、闘神たちを率いてアポロンに挑む。
トリトン
ギリシアJr.ボクサーであるが大会には参加せず、パンドラの下僕として働いている。「カイザーナックル」所持者として有力な麟童の暗殺を企んだ。
ゼウス
かつて武者修行中の大村蔵六と戦った先々々代のゼウス。カイザーナックルの所有者であり、制極界も使いこなす。
しかし、最終的に制極界を破った上で自分と互角の戦いを繰り広げた蔵六の実力を認め、彼に左右一対あるカイザーナックルの片方を譲った。